# Cornufer parkeri
Espèce
Synonymes
- Cornufer parkeri bukanensis Brown, 1965
- Platymantis parkeri (Brown, 1965)

Statut de conservation UICN

 VU D2 : Vulnérable
Cornufer parkeri est une espèce d'amphibiens de la famille des Ceratobatrachidae.

## Répartition
Cette espèce est endémique de Papouasie-Nouvelle-Guinée. Elle se rencontre jusqu'à 100 m d'altitude dans le nord de l'île de Bougainville et sur l'île Buka dans l'archipel des îles Salomon.

## Description
Les mâles mesurent de 14,0 à 15,9 mm et les femelles de 15,1 à 18,5 mm.

## Étymologie
Cette espèce est nommée en l'honneur de Frederick Stanley Parker.

## Publication originale
- Brown, 1965 : New frogs of the genus Cornufer (Ranidae) from the Solomon Islands. Breviora, no 218, p. 1-16 (texte intégral).